# Marie-Joseph Bonnat
Marie-Joseph Bonnat (Grieges, 25 de mayo de 1844  - Tarkwa, 8 de julio de 1881) fue un explorador francés.

## Biografía
Nació en una familia muy modesta, se convirtió en cocinero y viajó en barco hasta la costa occidental africana, donde pidió ser desembarcado en Costa de Oro. Se dirigió al interior y fundó un puesto comercial en Ho. 
En junio de 1869 fue hecho prisionero por los ashantis, y se convirtió en amigo y consejero de uno de sus reyes. Durante los cinco años que allí permaneció retenido, aprendió las lenguas y costumbres de los ashanti y sus vecinos.
En 1874 fue liberado por tropas británicas y regresó a Francia, donde buscó patrocinadores para su negocio en África. Partió hacia Costa de Oro en 1875 por cuenta de una firma británica y con el apoyo de la Sociedad Geográfica de París. Entró al servicio de los ashanti en Koumassi y participó en varias de sus expediciones contra tribus vecinas. Exploró ciudades como Atabobo y Salaga, siendo el primer europeo en llegar a ellas. 
En 1876, exploró unos trescientos kilómetros del río Volta Blanco y en 1877 se convirtió en director de una compañía minera franco-inglesa. Explotó con éxito las minas de oro de Ankobra.
A su regreso a Francia en 1880, ya era rico y se casó, pero murió al año siguiente de una enfermedad contraída en África.